# Dar El Kouti (commune)
Dar El Kouti est une des trois communes de la préfecture de Bamingui-Bangoran en République centrafricaine. La principale localité de la commune est Ndélé, chef-lieu de la préfecture.

## Géographie
La commune s’étend sur toute la moitié nord de la préfecture de Bamingui-Bangoran. Elle est traversée par l'axe Ndélé - Birao, route nationale RN8.
| Tchad   | Tchad        | Ouandja |
| Vassako | Dar El Kouti | Vokouma |
|         | Mbolo-Pata   | Ouadda  |

## Ville et villages
La population urbaine de la commune est localisée dans la ville de Ndélé, chef-lieu de sous-préfecture et de la préfecture de Bamingui-Bangoran.
La population rurale est constituée d’une soixantaine de villages ou groupements de villages: Akroussoul Back 1, Akroussoul Back 3, Alihou, Am Ndjamena, Ambassana, Bagara 1, Bangbali (1 et 2), Berbatima, Boulkinia 1, Boulkinia 2, Boulkinia 3, Chari 1, Chari 2, Diki, Dile (1 et 2), Dimi Faya, Djamassinda, Doum, Gaskai, Gatamainda, Gol-Beida, Golongosso, Kaligna, Kassimanga 1, Kassimanga 2, Kavala, Koubou, Koundi (1 et 2), Koutoubeti, Lemena 1, Lemena 2, Lemena 3, Mahinda, Main-B-Komanda, Manga 1, Manga 2, Manovo, Mariame Ngarba, Marinda, Massama, Mayambo, Miabolo, Mialito, Miamani-Ngano, Miamere, Miamete, Ndjoko 1, Ndjoko 2, Ngarba Bord 1, Ngarba Bord 2, Ngarba-Dah, Ouhi, Sakoumba, Tiri 1, Tiri 2, Vakaga-Mourai, Zobossinda, Zoukoutouniala 1, Zoukoutouniala 2.

## Éducation
La commune compte 22 écoles : Préfectorale mixte à Ndélé, Alihou, Batélé, Goz-Amara, Sainte-Marie à Mission Catholique, Koubou, Bangbali, Banga, Tiri, Miamani, Miamere, Ndjoko 2, Ndoka II, Ndoka I, Chari, Sokoumba, Koundi, Doum, Akroussoul Back, Boulkinia, Gozbeida et Manovo.